# Elecciones presidenciales de Corea del Sur de marzo de 1960
Las elecciones presidenciales de Corea del Sur de marzo de 1960, últimas de la Primera República, se celebraron el 15 de marzo. Syngman Rhee obtuvo una reforma constitucional para poder ser reelegido, y se esperaba que tuviera que enfrentarse a Cho Pyong-ok, líder del Partido Democrático. Sin embargo, Cho falleció en febrero, por lo que Rhee fue el único candidato y fue reelegido sin oposición. La participación fue del 97%. Las esperanzas populares de que el candidato liberal Chang Myon obtendría la vicepresidencia, en los comicios que sí fueron disputados, se vieron frustradas por un amplio fraude a favor del oficialista Lee Ki-poong. Tras la victoria de Lee, se desataron una serie de protestas multitudinarias que desembocaron en la Revolución de abril, que trajo la primera etapa democrática de Corea del Sur.